# Oedanomerus pilosus
Oedanomerus pilosus är en skalbaggsart som beskrevs av Frey 1960. Oedanomerus pilosus ingår i släktet Oedanomerus och familjen Melolonthidae. Inga underarter finns listade i Catalogue of Life.